# Raymond Loewy

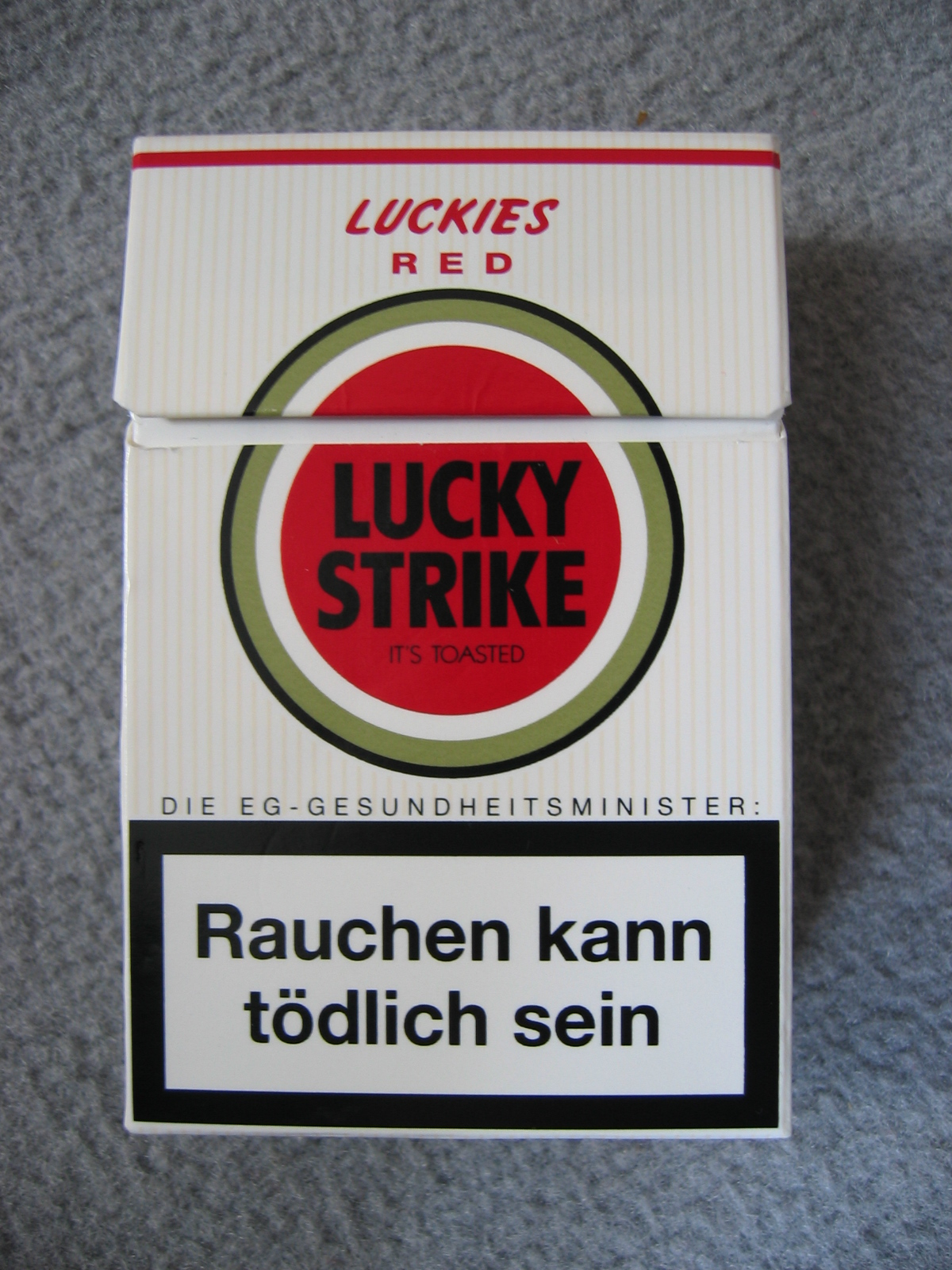
Cajetilla alemana de Lucky Strike, con el logo originalmente diseñado por Loewy.

Raymond Loewy (París, 5 de noviembre de 1893 - Montecarlo, Mónaco, 14 de julio de 1986) fue uno de los diseñadores industriales más conocidos del siglo XX. Aunque nacido y criado en Francia, desarrolló casi toda su carrera profesional en los Estados Unidos, donde tuvo una influencia muy importante en incontables aspectos. Se le considera el padre del diseño industrial moderno, a pesar de no tener estudios formales en dicha profesión (asistió a la Universidad de París, pero como estudiante de ingeniería). En 1990 la revista Life le incluyó en su lista de «Los 100 norteamericanos más importantes del siglo XX». 
Su carrera profesional abarcó siete décadas. Entre sus contribuciones a los iconos de la vida moderna se encuentran el logotipo de la empresa petrolífera Shell, los autobuses Greyhound, la locomotora S-1, el paquete de cigarrillos de la marca Lucky Strike, los frigoríficos Coldspot y el vehículo Studebaker Avanti. 

## Juventud y vida personal
Loewy nació y creció en París, Francia. Su primer logro fue el exitoso diseño de un aeromodelo, con el que ganó la Copa James Gordon Bennett de la especialidad en 1908; al año siguiente vendió los derechos del avión llamado Ayrel. Durante la Primera Guerra Mundial sirvió en el ejército francés, tras lo que emigró a los Estados Unidos en 1919, país cuya nacionalidad adquirió en 1938. 
Contrajo matrimonio con Jean Thomson en 1931, matrimonio que duró hasta 1945. El segundo fue en 1948, con Viola Erickson, con la que tuvo a su hija Laurence. A los 87 años regresó con su mujer a Francia, donde pasó cómodamente sus últimos años. Tras una etapa de escasa salud, falleció en su casa de Montecarlo y fue enterrado en el cementerio de Rochefort-en-Yvelines, cerca de París.

## Primeros trabajos

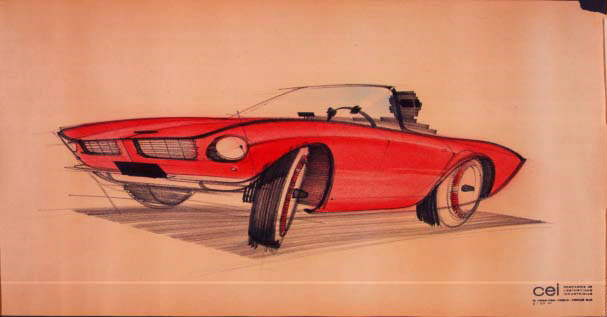
Boceto conceptual de 1963 para el Studebaker Avanti.

En los primeros años de Loewy en los Estados Unidos, vivió en Nueva York. Sus primeros trabajos fueron como diseñador de escaparates de grandes almacenes, entre los que se encontraban Macy's, Wanamaker's y Saks Fifth Avenue. También trabajó como ilustrador de modas para la revista Vogue y Harper's Bazaar. En 1929, recibió su primer encargo de diseño industrial de la empresa Gestetner, para modernizar la apariencia de un modelo de multicopiadora, que poseía un diseño arcaico, que mostraba todos sus elementos constructivos, además de otras características bastante poco estéticas. Loewy ocultó mediante una simple carcasa de madera todos sus elementos internos, siguiendo unos cánones estilistas, y mejoró todo aquello que según él dañaba la vista, como, por ejemplo, las patas. A partir de este rediseño, la multicopista aumentó sus ventas sensiblemente. Posteriormente, siguieron más encargos, incluyendo trabajos para Westinghouse, para la Hupp Motor Company (la estilización del modelo Hupmobile) y el rediseño del refrigerador Coldspot para Sears-Roebuck, siendo este producto el que asentó su reputación como diseñador. Su empresa de diseño abrió una sucursal en Londres a mediados de 1930.
Pero unos de los diseños más importantes de Loewy fue el del paquete de la marca de cigarrillos Lucky Strike. Todo comenzó en 1940, cuando Loewy dijo que él haría que la marca duplicara sus ventas con un simple rediseño del paquete. Ante esta argumentación, el dueño de Lucky Strike invitó al diseñador a realizar el rediseño; fue cuando Loewy puso el logo de la marca en las dos partes del paquete de manera que, como se dejara, se visualizaba e intuía la marca, además de otras remodelaciones, como quitar el verde que se apoderaba de todo el paquete.

## Ferrocarril Pensilvania

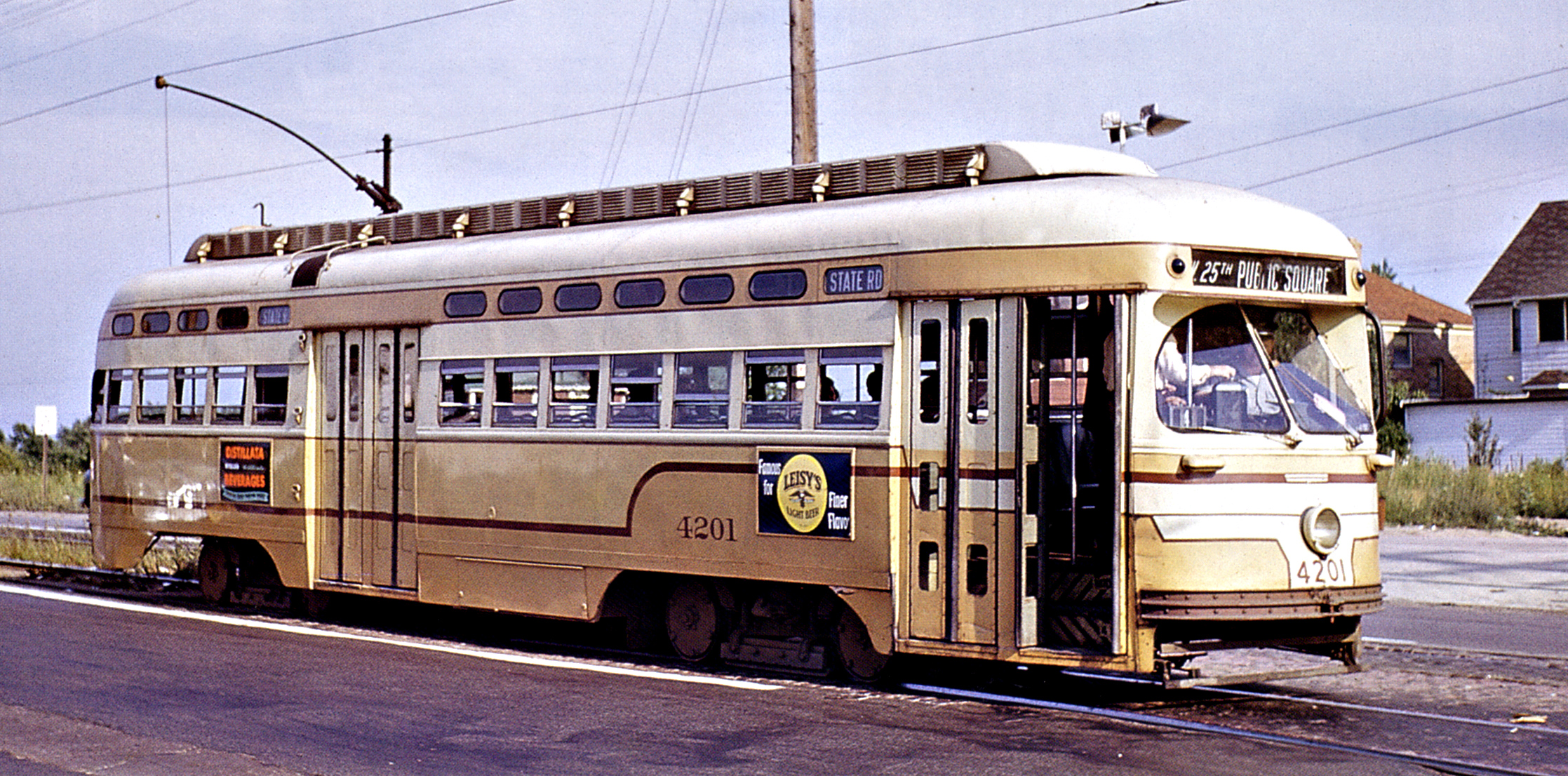
Tranvía (Streetcar) tipo PCC en Cleveland, Ohio, en los años 50 del

En 1937, Loewy entabló relación con el Ferrocarril de Pensilvania (Pennsylvania Railroad) (PRR). Sus más notables trabajos incluían carenados para locomotoras. Realizó el diseño de una cubierta aerodinámica para las locomotoras de la clase T1, S1 y K4s Pacific #3768, destinadas a encabezar el Broadway Limited, el tren insignia de la compañía, entre Nueva York y Chicago, en 1938. Además de la locomotora, Loewy personalizó el interior del tren, basado en  motivos del PRR. Presentó el esquema de pintura con dos tonos de marrón y oro para el exterior de los vagones, conocido ese esquema de pinturas como «Flota de modernismo» («Fleet of Modernism»), que incluían otros nuevos trenes del Pensilvania. A este proyecto le siguió el carenado de la locomotora experimental S1 y posteriormente de la clase T1. A pesar de no diseñar la forma de la famosa locomotora eléctrica GG1, Loewy mejoró su aspecto recomendando soldaduras y pulidos, en lugar de piezas remachadas, y una pintura con rayas para resaltar sus suaves y redondeadas formas, ideando las Cat Whiskers (bigote de gato). Al mismo tiempo que llevaba a cabo estos sofisticados diseños, su estudio realizó toda clase de proyectos para la PRR, incluyendo diseños de vagones de pasajeros, estaciones, material impreso y mucho más.

## Studebaker

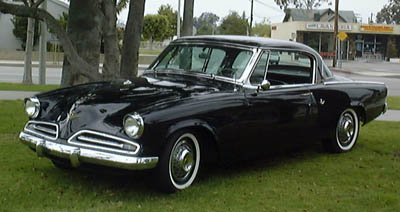
Studebaker Commander de 1953 en la exposición de Studebaker in Anaheim, 25 de mayo de 2003.

Loewy comenzó su larga y productiva relación con la compañía automovilística estadounidense Studebaker Corporation de South Bend, Indiana, en la década de 1930. Sus diseños comenzaron apareciendo en los modelos de Studebaker de finales de la década de 1930. Studebaker también adoptó su nuevo y sencillo logotipo, reemplazando el que había usado desde principios de siglo.

## Skylab
El polifacético diseñador entregó el diseño de la Skylab, que sería lanzada al espacio en 1973. La misión Skylab, desarrollada entre 1974 y 1978, probaría la capacidad del ser humano de permanecer por largos periodos en órbita. El diseño de este habitáculo espacial permitió el desarrollo de experimentos científicos y el desarrollo de actividades cotidianas. Con materiales, estética y técnica revolucionaria, el diseñador daría un gran paso hacia la arquitectura del mañana.

## Obra escrita
The Locomotive: Its Aesthetics (1937), la autobiografía Never Leave Well Enough Alone (No deje nunca las cosas como estaban) (1951, reeditado en 2002) e Industrial Design (1951).